# Liste der Monuments historiques in Voulaines-les-Templiers
Die Liste der Monuments historiques in Voulaines-les-Templiers führt die Monuments historiques in der französischen Gemeinde Voulaines-les-Templiers auf.

## Liste der Immobilien
| Bezeichnung                  | Beschreibung                                     | Standort                | Kennzeichnung | Schutzstatus | Datum | Bild           |
| ---------------------------- | ------------------------------------------------ | ----------------------- | ------------- | ------------ | ----- | -------------- |
| Kirche Nativité-de-la-Vierge | von 1827 bis 1829 erbaut, Architekt Simon Tridon | Place Jean Moisy (Lage) | PA00112761    | Inscrit      | 1991  | weitere Bilder |

## Liste der Objekte
| Bezeichnung                        | Beschreibung                                        | Standort                                   | Kennzeichnung | Schutzstatus | Datum | Bild |
| ---------------------------------- | --------------------------------------------------- | ------------------------------------------ | ------------- | ------------ | ----- | ---- |
| Gemälde Jesus mit Martha und Maria | Ölfarbe auf Leinwand, 1848 von Arthur Henry Roberts | in der Kirche Nativité-de-la-Vierge (Lage) | PM21007132    | Inscrit      | 2023  |      |